# 풀라 (노르드 신화)

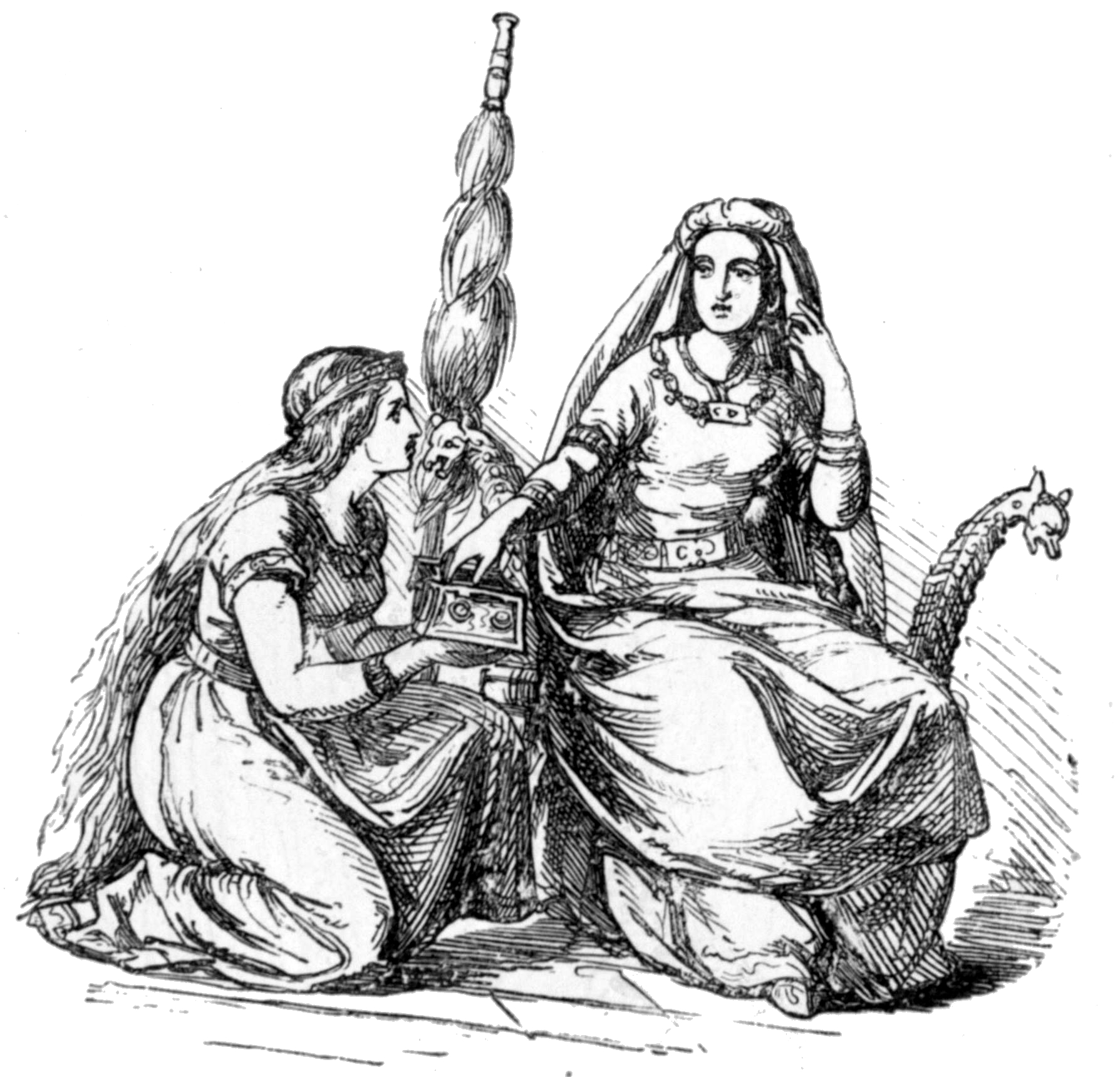
풀라(좌)가 프리그 앞에 무릎을 꿇고 있다.

풀라(고대 노르드어: Fulla, 고대 고지 독일어: Volla)는 게르만 신화의 여신이다. 노르드 신화에서 풀라는 황금 허리띠를 차고 프리그의 물푸레나무 상자와 신발을 관리한다. 프리그는 풀라에게만 자신의 비밀을 털어놓는다. 풀라는 《고 에다》 및 《신 에다》에 언급된다.